# الیمپیا هایتس (فلوریدا)
الیمپیا هایتس (به انگلیسی: Olympia Heights) یک منطقهٔ مسکونی در ایالات متحده آمریکا است که در شهرستان میامی-دید، فلوریدا واقع شده‌است. الیمپیا هایتس ۷٫۹ کیلومتر مربع مساحت و ۱۳٬۴۵۲ نفر جمعیت دارد و ۲ متر بالاتر از سطح دریا واقع شده‌است.